# کوین آسانو
کوین آسانو (انگلیسی: Kevin Asano؛ زادهٔ ۲۰ آوریل ۱۹۶۳) جودوکار اهل ایالات متحده آمریکا بود.
وی در مسابقات کشوری و بین‌المللی در مجموع برندهٔ ۴ مدال طلا، ۲ مدال نقره، ۱ مدال برنز شده‌است.